# Shōhei Ōtsuka
Shōhei Ōtsuka (jap. 大塚 翔平 Ōtsuka Shōhei; ur. 11 kwietnia 1990) – japoński piłkarz występujący na pozycji napastnika. Obecnie występuje w Kawasaki Frontale.

## Kariera klubowa
Od 2009 roku występował w klubach Gamba Osaka, JEF United Chiba, Giravanz Kitakyushu i Kawasaki Frontale.